# Chadyžensk
Chadyžensk (rusky Хадыженск) je město v Krasnodarském kraji v Ruské federaci. Při sčítání lidu v roce 2010 měl přes jednadvacet tisíc obyvatel.

## Poloha
Chadyžensk leží v severním předhůří Velkého Kavkazu na pravém břehu Pšiše, levého přítoku Kubáně. Od Krasnodaru, správního střediska celého kraje, je vzdálen přibližně 110 kilometrů na jihovýchod.